# 鳥取県を舞台とした作品一覧
鳥取県を舞台とした作品一覧（とっとりけんをぶたいとしたさくひんいちらん）では、鳥取県内をモチーフあるいはロケーション撮影地にした小説、映画、テレビドラマ等を記述する。

## 文芸・小説
- 暗夜行路
- 赤朽葉家の伝説
- 秋のめざめ（円地文子）
- 明日のために（平岩弓枝）
- アユタヤから来た姫（堀和久）
- 英雄にっぽん（池波正太郎）
- お友達からお願いします（三浦しおん）
- 尾道・鳥取殺人ライン（深谷忠記）
- お化け列車（山下清三）
- 怪談の道（内田康夫）
- 翳った砂丘（笹沢佐保）
- 数の風景
- きみのためにできること（村山由佳）
- 虚構大学（清水一行）
- 敬語で話す四人の男（麻宮ゆり子）
- 月天の花嫁（塩見佐恵子）
- Kファイル38（伴野朗）
- 恋と裏切りの山陰本線（西村京太郎）
- 古城の歌（田中澄江）
- 湖畔亭（内海隆一郎）
- こぼれ放哉（古田十驚）
- こんとあき
- 砂丘（澤野久雄）
- 砂丘が動くように（日野啓三）
- 殺人花回廊（斎藤栄）
- 砂糖菓子の弾丸は撃ちぬけない
- 山陰殺人事件（津村秀介）
- 山陰路殺人事件（西村京太郎）
- 山陰殺人旅行（斎藤栄）
- 十二秒の誤算「鳥取旅行の罠」（山村美紗）
- 執炎
- 砂の城（鮎川哲也）
- 製鉄天使（桜庭一樹）
- 切断（黒川博行）
- 空と海と陸を結ぶ境港（西村京太郎）
- 大山からの便り（中村壤介）
- 血の砂丘（笹沢佐保）
- Dの複合
- 十津川警部風の免歌（西村京太郎）
- 鳥取・出雲殺人ルート（西村京太郎）
- 鳥取砂丘殺人事件（斎藤栄）
- 鳥取砂丘の青い鳥（吉村達也）
- 鳥取のふとんの話
- 鳥取雛人形殺人事件（内田康夫）
- ナポレオン狂（阿刀田高）
- 波の暦（水上勉）
- 人牛殺人伝説（宗田理）
- のんのんばあとオレ
- 花咲村の惨劇（吉村達也）
- 美の巡礼（岡部伊津子）
- 火のみち（乃南アサ）
- 百円硬貨 (松本清張)
- 夫婦の一日（遠藤周作）
- 深尾くれない（宇江佐真理）
- 望郷（大江賢次）
- 法勝寺電車三両目のキセキ（水平宏）
- 本州縦断殺人（山村正夫）
- マツバガニ(木山平)
- 松林（尾崎翠）
- 魔的が聞こえる
- 無風帯から（尾崎翠）
- 憂愁海岸（軒上泊）
- 幽霊滝の伝説
- 琉球は夢にてそうろう（岩井三四二）
- ルージュ（柳美里）
- 若桜鉄道うぐいす駅（門井慶喜）

### 古典・童話・紀行
- 因幡の白兎
- 陰徳太平記
- 街道をゆく27（司馬遼太郎）
- 古事記
- 第三阿房列車（内田百閒）
- 日本百名峠（井出孫六）
- のんびり山陰線で行こう（野村正樹）

## 映画
- 暗夜行路
- 男はつらいよ 寅次郎の告白
- 銀色の雨
- 恋谷橋
- 蠢動
- 蠢動 -しゅんどう-
- 梨の花は春の雪
- 炎の舞
- 八岐之大蛇の逆襲
- 妖怪大戦争 (2005年の映画)
- 執炎
- ぬくもりの内側

## テレビドラマ
- ゲゲゲの女房
- ちょっとは、ダラズに。
- 鳥帰る
- のんのんばあとオレ
- 不倫調査員・片山由美第2作

## 漫画
- ガクラン放浪記
- 琴浦さん
- こども刑事めめたん
- 砂漠の野球部
- 父の暦
- 地底の足音
- のんのんばあとオレ
- 名探偵コナン「鳥取クモ屋敷の怪」
- リアリズムの宿
- ハチミツとクローバー（第8巻）
- タッチ（最終26巻）
- ヒマチの嬢王（第11巻）

## テレビアニメ
- 宇崎ちゃんは遊びたい! - 10話
- こども刑事めめたん
- Free!

## 音楽
- 貝殻恋唄
- 山陰海岸ジオパーク
- 砂になりたい
- 鳥取戦士サキューンのテーマ

## ラジオドラマ
- うさぎの神様（NHK-FM FMシアター）
- 還れ大山へ（NHK-FM FMシアター）
- 砂の声（NHK-FM　FMシアター）